# Joan Fontaine
Joan Fontaine, de nom Joan de Beauvoir de Havilland (Tòquio, Japó, 22 d'octubre de 1917 - Carmel-by-the-Sea, Califòrnia, Estats Units, 15 de desembre de 2013) va ser una actriu britànica, naturalitzada estatunidenca l'abril de 1943.
Era la germana petita de la també actriu Olivia de Havilland, amb qui es duia quinze mesos i amb la qual va estar gran part de la seva vida en conflicte gairebé permanent.

## Biografia

### Infantesa
És la filla petita de Walter de Havilland, i de Lilian Augusta Ruse, exactriu britànica coneguda amb el seu nom d'escena Lilian Fontaine, que es va casar el 1914. El pare, Walter, era un mandatari de patents que tenia un despatx al Japó.
Germana petita de l'actriu Olivia de Havilland, que no veu des de 1975; totes dues van estudiar al liceu de Los Gatos i en l'escola catòlica per a noies Notre Dame a Belmont, a Califòrnia.
Els pares de Joan es van divorciar quan tenia dos anys. Joan era una nena malaltissa i va desenvolupar una anèmia després d'un xarampió i d'infeccions d'estreptococs. Pel consell d'un metge, la mare de Joan va portar les seves dues filles als Estats Units on es van establir a Saratoga (Califòrnia).
Millorant la seva salut ràpidament, va prendre lliçons de dicció, com la seva germana. Era molt brillant i va obtenir el resultat de 160 en un test de QI quan tenia tres anys. Als quinze anys, Joan se'n va anar al Japó i va viure dos anys amb el seu pare.

### Carrera escènica
Joan comença als escenaris amb la producció a la costa oest de Call It A Day el 1935 i va signar aviat un contracte amb la RKO Pictures. Diversos anys més tard, apareixerà a Broadway a Forty Carats.

### Hollywood: començament i glòria

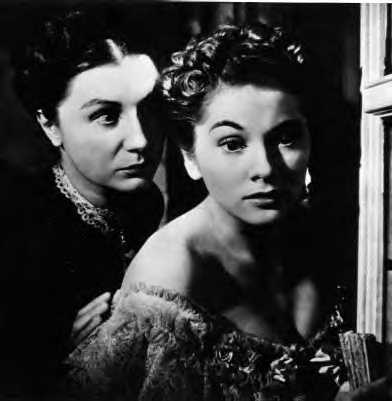
Rebecca 1940

Va començar amb un petit paper a No More Ladies codirigida per George Cukor amb la resplendent Joan Crawford de protagonista (1935) després va aparèixer en Olívia de George Stevens amb Katharine Hepburn aquesta vegada en el primer paper. Després va ser escollida per a un paper important al costat de Fred Astaire (a la seva primera pel·lícula RKO sense Ginger Rogers): Senyoreta en desgràcia (1937), comèdia musical de Stevens de nou, però el públic no va seguir i la pel·lícula va ser un fracàs.
Interpreta llavors una dotzena de pel·lícules, principalment comèdies romàntiques amb Richard Dix de company o Louis Hayward, però, per manca d'èxit, el seu contracte no és renovat quan expirava el 1939. Aquest mateix any, roda Gunga Din del seu mentor Stevens, pel·lícula d'aventures a l'Índia del segle xix i que dona un paper privilegiat als homes (Cary Grant, Victor McLaglen, Douglas Fairbanks Jr), i al contrari participa en el memorable Dones de George Cukor, amb una miríada d'actrius (Norma Shearer, Joan Crawford, Rosalind Russell, Paulette Goddard…), prova que és ja una actriu que compta a Hollywood. El mateix 1939 es casa amb el seu primer marit, l'actor britànic Brian Aherne. Però aquest matrimoni no va ser dels més feliços.
La sort va venir un vespre en una recepció on ocupava el lloc al costat del productor David O. Selznick.
Selznick i Joan van evocar la novel·la Rebecca de Daphne du Maurier, i el productor li va demanar que fes una prova pel paper de l'heroïna. Va haver de passar una sèrie de tests durant mesos, en companyia de centenars d'altres actrius (la molt jove Anne Baxter per exemple), abans de ser finalment escollida per convertir-se en la dona oprimida de Laurence Olivier.
Rebecca marca els començaments americans del director britànic Alfred Hitchcock. El 1940, la pel·lícula es va estrenar recollint crítiques elogioses (abans de rebre l'Oscar a la millor pel·lícula) i Joan va ser nominada per l'Oscar a la millor actriu.
No el va guanyar aquell any, (Ginger Rogers el va rebre per a Miratge d'amor però Fontaine l'obtindrà l'any següent per a Sospita, de nou sota la direcció de Hitchcock: com a esposa inquieta de Cary Grant, mai Joan Fontaine no va estar més bonica. És l'únic Oscar d'interpretació atribuït a una pel·lícula de Hitchcock.

### Rivalitat familiar

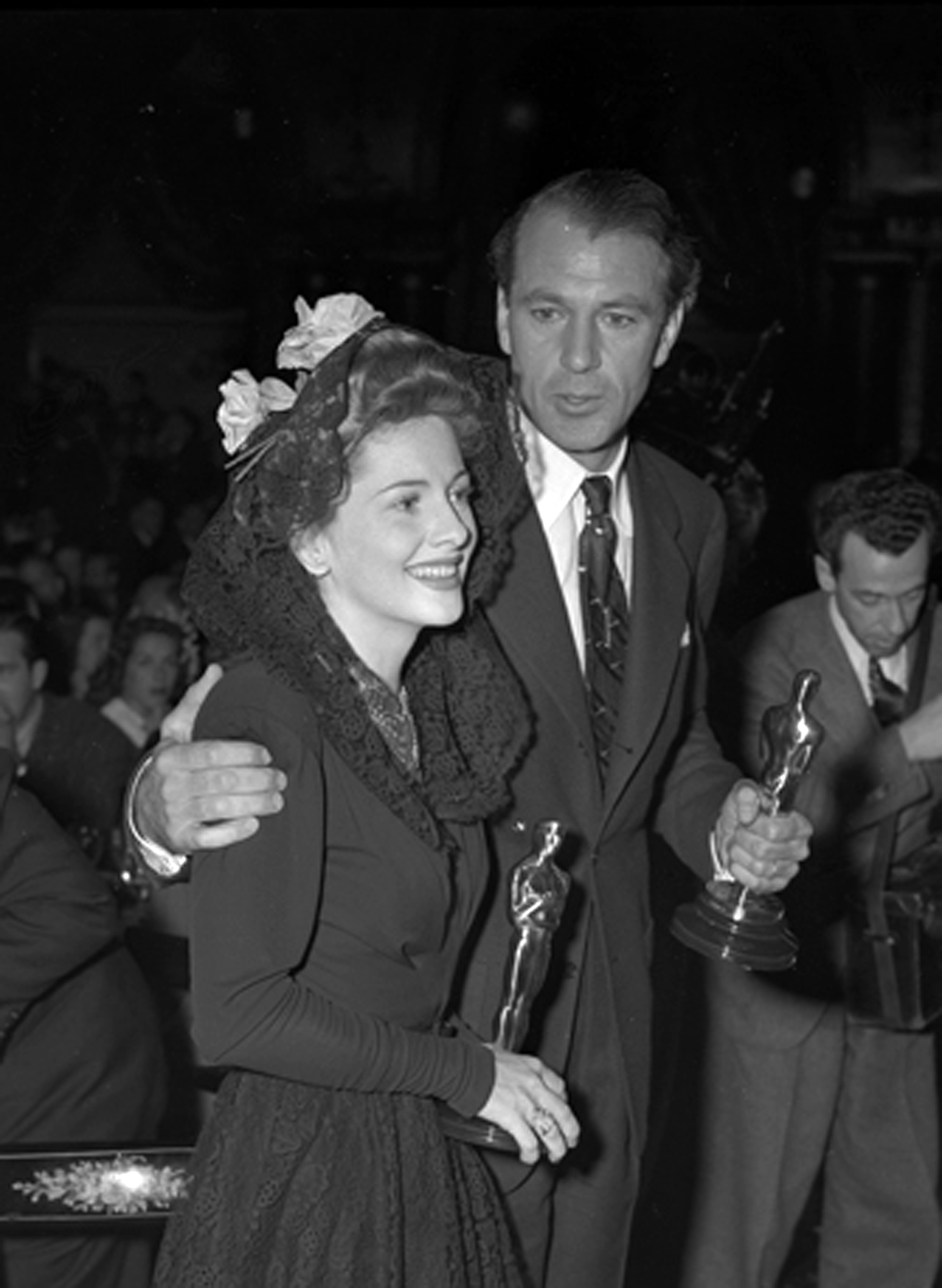
Joan Fontaine en companyia de Gary Cooper rebent tots dos un Oscar el 1942

Olivia de Havilland va ser la primera a convertir-se en actriu; quan la seva germana, Joan, va voler seguir la mateixa via, la seva mare, que preferia de manera clara Olivia, es va negar a deixar-li utilitzar el seu cognom. Joan va ser doncs obligada a inventar-se un nom (Joan Burfield, després Joan Fontaine, qui era l'antic nom en escena de la seva mare).
El biògraf Charles Higham detalla que les germanes sempre han mantingut una relació difícil, des de la primera infantesa, quan Olivia esquinçava la roba de la seva germana petita, forçant-la així a recosir-los. La percepció de Joan veient la seva germana com la preferida de la seva mare ratlla el ressentiment.
Olivia i Joan van ser nominades totes dues per a l'Oscar a la millor actriu el 1942. Joan el va guanyar per al seu paper en Sospita, (Olivia era nominada per Hold Back the Dawn. Higham escriu que Joan "es va sentir culpable d'haver guanyat; donada la seva manca d'ambició a la carrera... "
Higham ha descrit els esdeveniments d'aquella vesprada: segons ell, quan Joan es va aixecar per recollir l'Oscar va rebutjar l'intent d'Olivia per felicitar-la, un comportament que la va deixar alhora ofesa i confusa.
Diversos anys més tard, Olivia es recordarà d'aquest esquivament i li tornarà a Joan, que l'esperava amb la mà estesa, ja que Olivia s'havia pres malament un comentari de Joan sobre el seu marit d'aquell període.
Les relacions entre les dues germanes es van continuar deteriorant després de l'incident dels Oscars el 1942. Segons Higham és l'últim detall d'allò que serà una desavinença a perpetuïtat, però les germanes realment han deixat de parlar-se a partir de 1975.
Segons Joan, Olivia no la va convidar al servei en memòria de la seva mare recentment morta. Olivia ho va desmentir, declarant haver-la convidat, massa ocupada per assistir a la cerimònia.
Higham pretén que Joan té també relacions difícils amb les seves pròpies filles, probablement després d'haver descobert que mantenien una relació secreta amb la seva tia Olivia.
Joan Fontaine s'ha expressat sobre la seva desavinença amb la seva germana en una emissió televisada a la cadena canadenca CBCtv.

### Apogeu, declivi i reconversions

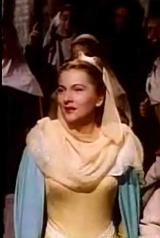
Ivanhoe (1952)

Consagrada estrella gràcies a les dues pel·lícules de Hitchcock, la bonica rossa enllaça els èxits en els anys 1940, destacant en els melodrames romàntics. Entre les pel·lícules notables d'aquest període: This Above All d'Anatole Litvak en el costat de Tyrone Power, The Constant Nymph Fidel d'Edmund Goulding (1943) amb Charles Boyer, Jane Eyre de Charlotte Brontë (1944) amb Orson Welles, Ivy (1947) i Carta d'una desconeguda de Max Ophüls segons l'obra de Stefan Zweig (1948, amb Louis Jourdan), La cala del francès de Mitchell Leisen segons l'obra de Daphne du Maurier.
Joan retroba el 1948 la comèdia musical amb The Emperor Waltz, dirigida per Billy Wilder al costat de Bing Crosby, i el cinema negre amb Kiss the Blood Off My Hands, dirigida per Norman Foster, amb Burt Lancaster. D'altra banda brilla en la comèdia, escortada per George Brent o James Stewart.
Els èxits en el cinema són més rars el decenni següent: la molt fosca Nascuda per al mal de Nicholas Ray amb Robert Ryan no rep l'acollida esperada, i ni September Affair de William Dieterle (on figuren Joseph Cotten i Françoise Rosay) el 1950 ni el seu retrobament amb Stevens a L'embriaguesa i l'amor, drama amb Ray Milland, no es distingeixen tant com els seus triomfs passats. Només d'aquest període Ivanhoe (1952), clàssic del cinema d'aventures medievals, sobreviu amb el gran públic; tanmateix, tot i ocupar el cartell amb Robert Taylor, la bellesa de la jove i morena Elizabeth Taylor està lluny de passar inadvertida.
De la mateixa manera, Joan Collins és la presència sexy de les Pàgines galants de Boccace (1953), on Fontaine i Jourdan tornen a formar la seva parella mítica) i d'Island in the Sun (1957) de Robert Rossen - en aquesta última, Joan Fontaine és la dona escandalosa compartida entre James Mason i Harry Belafonte.
A Until They Sail de Robert Wise, l'actriu madura rivalitza amb els juvenils Jean Simmons i Piper Laurie amb Paul Newman. Promoguda "gran senyora de la pantalla" als 35 anys, Joan passa de la paròdia La Gran Nit de Casanova de Norman Z. Mcleod, en companyia de Bob Hope) al cinema d'autor The Bigamist de i amb Ida Lupino), roda amb Anthony Mann i porta la distribució de A Certain Smile de Françoise Sagan. Intenta fins i tot tardanament, com altres actrius de la seva generació (Yvonne De Carlo passar a la ciència-ficció: Voyage to the Bottom of the Sea posat en escena el 1961, amb Walter Pidgeon com a coprotagonista.
Els seus dos últims papers notables en el cinema, Fontaine els deu a dos veterans: Fritz Lang l'enfronta una última vegada al cinema negre a Beyond a Reasonable Doubt (1956) - i a Dana Andrews, altra referència del gènere - i Henry King li ofereix l'adéu a la pantalla gran com heroïna de Francis Scott Fitzgerald a Tender Is the Night (1962), envoltada per Jennifer Jones, Jason Robards i Tom Ewell. La seva última aparició en sales data de Pacte amb el diable (1966) que va coproduir.
Fontaine comença a treballar per a la televisió des dels anys 50 i destaca també a l'escena. Va rebre crítiques positives a Broadway per al seu paper de Laura a Te i Simpatia el 1954 davant d'Anthony Perkins. En els anys 60, continua les seves aparicions escèniques a diverses produccions, entre les quals Private Lives, Cactus Flower i la producció austríaca The Lion in Winter. Va aparèixer de manera esporàdica a la televisió en els anys 70 i 80 i va ser nominada per a un Emmy pel serial de televisió, Ryan's Hope el 1980.
Residia a Carmel (Califòrnia), en un relatiu aïllament. Va publicar la seva autobiografia, No Bed of Roses, el 1979.

### Vida personal
Joan Fontaine es va casar quatre vegades: 
- Brian Aherne (1939 - 1945)
- William Dozier (1946 - 1951)
- Collier Young (1952 - 1961)
- Alfred Wright, Jr. (1964 - 1969), redactor de revista

Va tenir una filla, Deborah Leslie Dozier (nascuda el 1948), de la seva unió amb Dozier, i una altra filla, Martita, adoptada del Perú, que va marxar de casa.
Joan Fontaine té una estrella al Passeig de la Fama de Hollywood el 1645 de Vine Street.

## Filmografia

### Cinema
- 1935: No More Ladies d'Edward H. Griffith i George Cukor (Sota el pseudònim de Joan Burfield): Caroline Rumsey
- 1937: A Million to One de Lynn Shores amb Bruce Bennett: Joan Stevens
- 1937: Olívia (Quality Street) de George Stevens: Charlotte Parratt
- 1937: The Man Who Found Herself de Lew Landers: Infermera Doris King
- 1937: You Can't Beat Love de Christy Cabanne amb Preston Foster: Trudy Olson
- 1937: Music for Madame de John G. Blystone: Jean Clemens
- 1937: Senyoreta en desgràcia (A Damsel in Distress) de George Stevens: Lady Alyce Marshmorton
- 1938: Mademoiselle a disparu (Maid's Night Out) de Ben Holmes: Sheila Harrison
- 1938: Blond Cheat de Joseph Santley: Juliette Evans
- 1938: Sky Giant de Lew Landers amb Richard Deu: Meg Lawrence
- 1938: El duc de West Point (The Duke of West Point) d'Alfred E. Green amb Louis Hayward: Ann Porter
- 1939: Gunga Din de George Stevens: Emmy
- 1939: Man of Conquest de George Nichols Jr. amb Richard Dix al paper de Sam Houston: Eliza Allen
- 1939: The Women de George Cukor: Sra. Peggy Day
- 1940: Rebecca d'Alfred Hitchcock: La segona senyora De Winter
- 1941: Sospita (Suspicion) d'Alfred Hitchcock: Lina
- 1942: This Above All d'Anatole Litvak: Prudence Cathaway
- 1943: The Constant Nymph d'Edmund Goulding: Tessa Sanger
- 1943: Jane Eyre de Robert Stevenson: Jane Eyre
- 1944: La cala del francès (Frenchman's Creek) de Mitchell Leisen: Dona St. Columb
- 1945: The Affairs of Susan, comèdia de William A. Seiter amb George Brent: Susan Darell
- 1947: D'avui endavant (From This Day Forward), drama de guerra de John Berry amb Mark Stevens: Susan Cummings
- 1947: Ivy de Sam Wood: Ivy Lexton
- 1948: Carta d'una desconeguda (Letter from any Unknown Woman) de Max Ophüls: Lisa Berndle
- 1948: The Emperor Waltz de Billy Wilder: Johanna Augusta Franziska
- 1948: You Gotta Stay Happy, comèdia de H.C. Potter amb James Stewart, Eddie Albert: Diana Dillwood / Dottie Blucher
- 1948: Sang a les mans (Kiss the Blood Off My Hands) de Norman Foster: Jane Wharton
- 1950: Nascuda per al mal (Born to Be Bad) de Nicholas Ray amb Robert Ryan, Mel Ferrar: Christabel Caine Carey
- 1950: September Affair de William Dieterle: Marianne Stuart
- 1951: Darling, How Could You comèdia de Mitchell Leisen amb John Lund: Sra. Alice Grey
- 1952: Something to Live For drama de George Stevens amb Ray Milland: Jenny Carey
- 1952: Ivanhoe o Sir Walter Scott's Ivanhoe de Richard Thorpe: Rowena
- 1952: Othello de i amb Orson Welles: Page
- 1953: Decameron Nights d'Hugo Fregonese amb Louis Jourdan, Joan Collins: Fiametta / Bartolomea / Ginevra / Isabella
- 1953: Flight to Tangier suspense de Charles Marquis Warren amb Jack Palance de Charles Marquis Warren: Susan Lane
- 1953: The Bigamist de i amb Ida Lupino: Eve Graham
- 1954: La gran nit de Casanova (Casanova's Big Night) o Mr. Casanova de Norman Z. McLeod: Francesca Bruni
- 1957: Serenata d'Anthony Mann amb Mario Lanza, Sara Montiel, Vincent Price: Kendall
- 1957: Més enllà del dubte (Beyond a Reasonable Doubt) de Fritz Lang: Susan Spencer
- 1957: Island in the Sun de Robert Rossen: Mavis Norman
- 1957: Until They Sail de Robert Wise: Anne Leslie
- 1958: A Certain Smile de Jean Negulesco: Françoise Ferrand
- 1961: Voyage to the Bottom of the Sea d'Irwin Allen: Dr. Susan Hiller
- 1962: Tendra és la nit (Tender Is the Night) de Henry King: Baby Warren
- 1967: The Witches (o The Devil's Own) de Cyril Frankel amb Kay Walsh, Alec McCowen

### Televisió
- 1953 i 1955: Four Star Playhouse (Sèrie TV): Trudy Overmeyer
- 1955: Letter to Loretta (Sèrie TV): Guest Host
- 1956: The Ford Television Theatre (Sèrie TV): Julie
- 1956: The 20th Century Fox Hour (Sèrie TV): Lynne Abbott
- 1956-1957: On Trial (Sèrie TV): Adrienne
- 1956, 1957, 1958, 1960 i 1961: General Electric Theater (Sèrie TV): Linda Stacey
- 1959: Westinghouse Desilu House (Sèrie TV): Margaret Lewis
- 1960: Startime (Sèrie TV): Julie Forbes
- 1961: The Light That Failed (Telefilm): Una hostessa
- 1961: Checkmate (Sèrie TV): Karen Lawson
- 1962: The Dick Powell Show (Sèrie TV): Valerie Baumer
- 1963: Sospita (The Alfred Hitchcock Hour) (Sèrie TV): Alice Pemberton
- 1963: Wagon Train (Sèrie TV): Naomi Kaylor
- 1965: The Bing Crosby Show (Sèrie TV): Sra. Taylor
- 1975: Cannon (Sèrie TV): Thelma Cain
- 1978: The Users (Telefilm): Grace St. George
- 1980: Ryan's Hope (Sèrie TV): Paige Williams
- 1981: The Love Boat (Sèrie TV): Jennifer Langley
- 1983: Bare Essence (Sèrie TV): Laura
- 1986: Hotel (Sèrie TV): Ruth Easton
- 1986: Crossings (Sèrie TV): Alexandra Markham
- 1987: Dark Mansions (Telefilm): Margaret Drake
- 1994: Good King Wenceslas (Telefilm): Reina Ludmilla

## Premis i nominacions
Premis
- 1941: Oscar a la millor actriu per a Sospita

Nominacions
- 1940: Oscar a la millor actriu per a Rebecca
- 1943: Oscar a la millor actriu per a The Constant Nymph